# Архангельское Евангелие
Арха́нгельское Ева́нгелие — кириллическое рукописное Евангелие-апракос, написанное в 1092 году. Является четвёртой по древности написания из датированных рукописных восточнославянских книг. Хранится в отделе рукописей Российской государственной библиотеки. В 1997 году ЮНЕСКО внесло Архангельское Евангелие в международный реестр «Память мира».
Архангельское Евангелие отличается скромным оформлением и относится к числу массовых книг. История его создания и судьба до 1876 года неизвестны. Книга была привезена в Москву архангельским крестьянином и своё название получила по месту её обнаружения. Рукопись находится в удовлетворительном состоянии (чернила и киноварь местами осыпались, но пергаменные листы не имеют следов загрязнения или влаги). Для изучения специалистами в 1912 году было выпущено факсимильное, а в 1997 году научное издание Архангельского Евангелия.

## История книги
История создания, заказчик рукописи и её история до появления в 1876 году в Москве неизвестны. Высказываются предположения, что она происходит из скриптория новгородского Лазаревского монастыря, но эта версия не находит однозначных подтверждений.

### Приобретение Румянцевским музеем

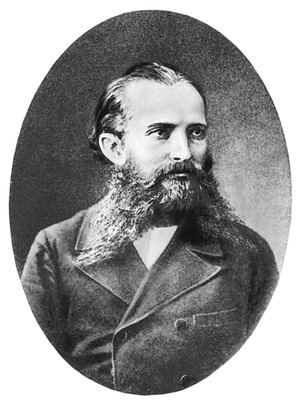
Сергей Тихонович Большаков

В начале декабря 1876 года рукопись была привезена в Москву крестьянином из Архангельска и попала к комиссионеру Румянцевского музея купцу-старообрядцу С. Т. Большакову. Он показал её другим библиофилам, а затем предложил Румянцевскому музею за 400 рублей (цена приобретения рукописи самим С. Большаковым неизвестна). В музее с рукописью работал ряд специалистов, включая Е. В. Барсова, П. А. Кулиша и А. Л. Дювернуа, которые по тексту записи об окончании писцом работы над рукописью датировали её 1192 годом (кириллическое написание в датировке «от сотворения мира» — ҂ЅѰ). По просьбе настоятеля Данилова монастыря палеографа Амфилохия (Сергиевского-Казанцева), работавшего в это время над составлением «Древле-славяно-греко-русского словаря» (по рукописям XI—XII веков), Большаков забрал рукопись из музея и передал её ему для изучения.
Архимандрит Амфилохий одиннадцать дней изучал рукопись и составил «Описание Евангелия 1092 года (сличённого с Остромировым Евангелием)». Он установил, что запись писца содержит указание на 1092 год (҂ЅХ), то есть рукопись на 100 лет старше её первоначальной датировки. Амфилохий также отметил, что по текстологическим особенностям Архангельское Евангелие важнее Остромирова. После этого Большаков направил Архангельское Евангелие в Санкт-Петербург в Императорскую публичную библиотеку с предложением приобрести его. Рукопись поступила в библиотеку в начале января 1877 года, но уже 23 января хранитель Отделения рукописей и старопечатных славянских книг Императорской библиотеки А. Ф. Бычков писал в Румянцевский музей хранителю отделения рукописей А. Е. Викторову:

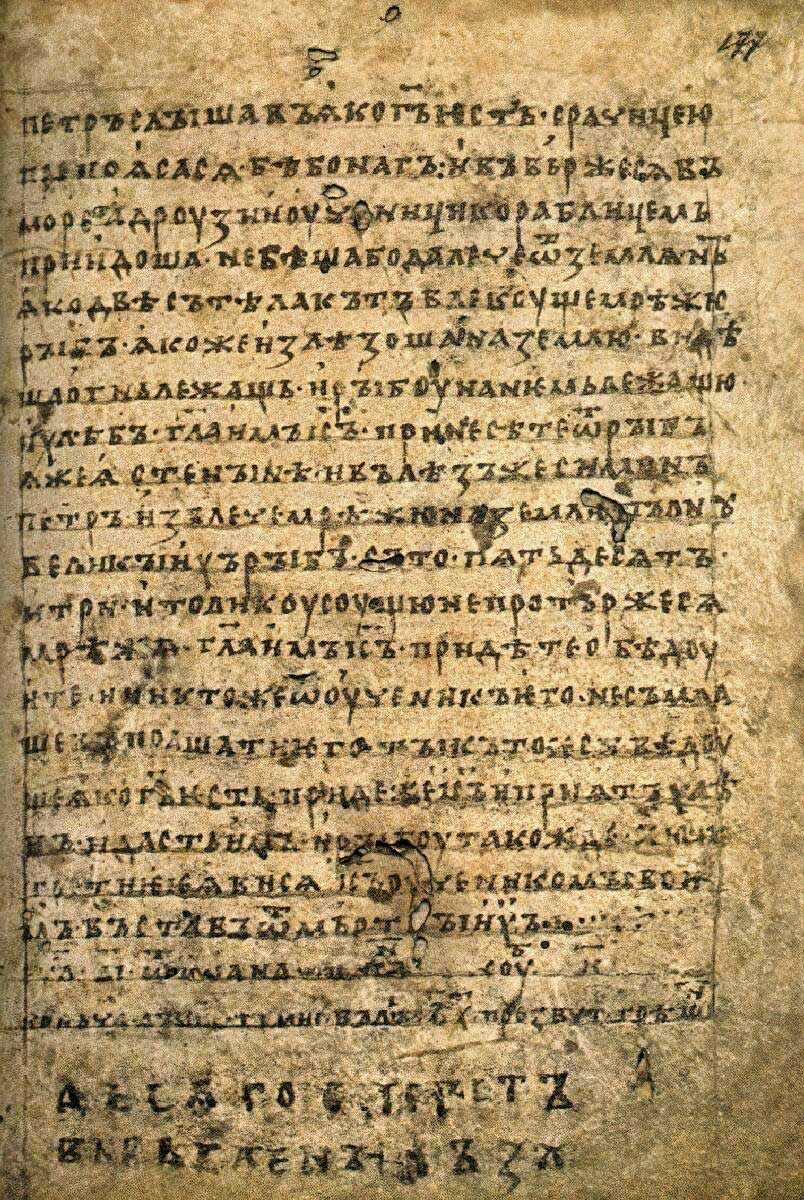
Запись писца об окончании написания книги

Рукопись отдана мною в канцелярию библиотеки для отправления по принадлежности к Большакову, который за неё первоначально просил с нас 700 рублей, а потом возвысил цену до 1000 рублей, вероятно, по совету о. Амфилохия и в том предположении, что наше книгохранилище даёт всякую цену, какую с него ни запросят. Но такое предположение оказалось ошибочным. Я предложил Большакову за рукопись, и то скрепя сердце, 500—550 рублей.

Бычков не оценил уникальность рукописи, он оппонировал архимандриту Амфилохию, считая, что «едва ли правильно сравнивать его с языком великолепного Остромирова Евангелия, а скорее следует обратиться к скромным Евангелиям XII—XIII века, где встречаются многие её особенности».
После отказа от приобретения Архангельского Евангелия Императорской публичной библиотекой рукопись вернулась в Москву и была приобретена Румянцевским музеем за 700 рублей. 21 февраля (5 марта) 1877 газета «Голос» опубликовала заметку о приобретении музеем рукописи под заголовком «Замечательное приобретение Московского Публичного и Румянцевского музеев». В мае того же года академик А. Ф. Бычков, изменив своё мнение о рукописи, опубликовал в «Записках Академии наук» статью «О вновь найденном пергаменном списке Евангелия» в которой отметил, что «важность описанного Евангелия для языка и правописания несомненна» и назвал его замечательным памятником церковно-славянской письменности. В дальнейшем интерес к древней славянской рукописи проявили многие научные учреждения Европы (публикации о Евангелии выходили в Лейпциге, Гёттингене, Брно, Праге).
С момента своего обнаружения Архангельское Евангелие не покидало собрание Румянцевского музея (в 1924 году на основе библиотеки музея была создана Государственная библиотека СССР им. В. И. Ленина, получившая в 1992 году название Российская государственная библиотека).

### Факсимильное издание 1912 года

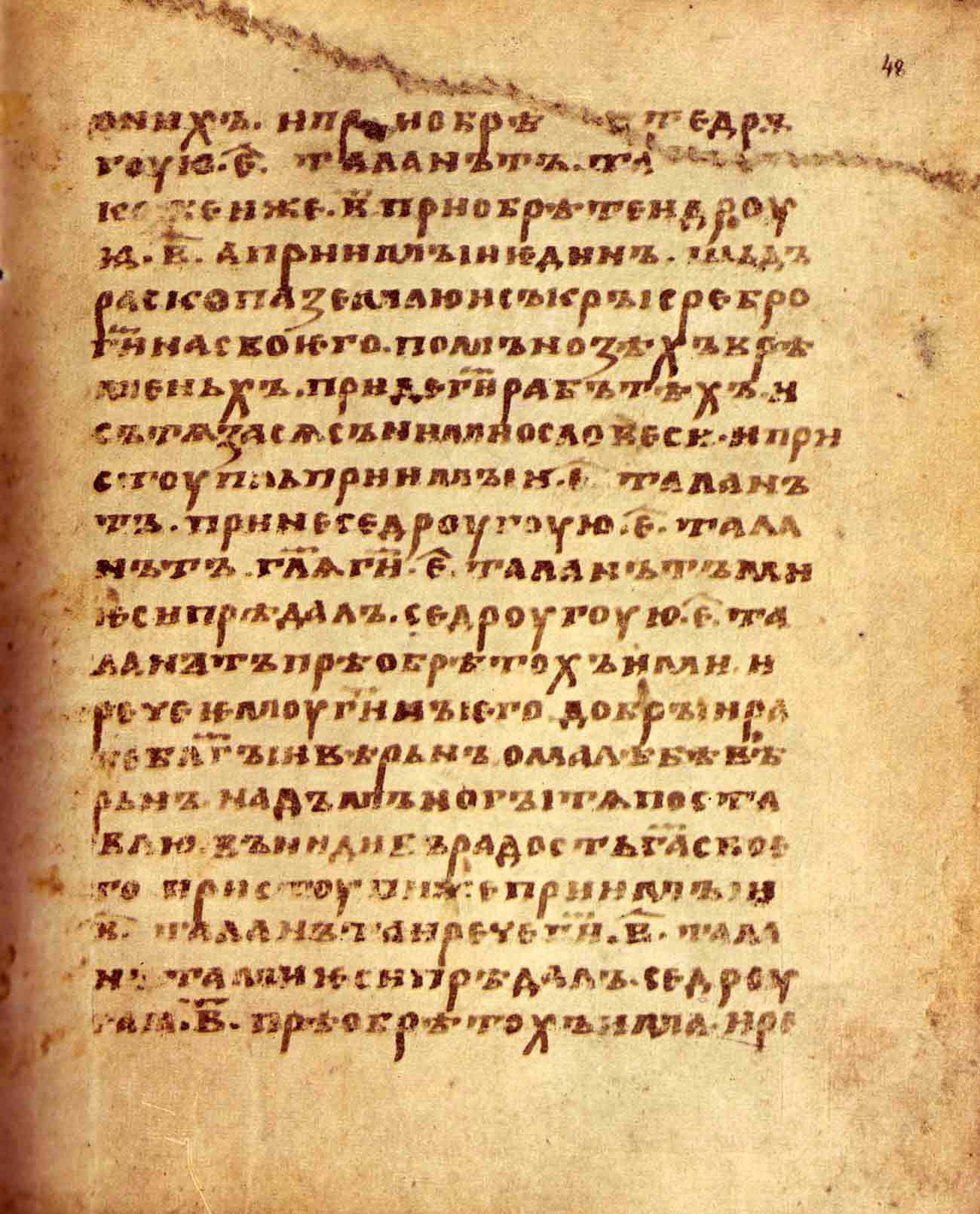
Изображение шва в факсимильном издании

В 1912 году к 50-летию Румянцевского музея тиражом в 100 экземпляров было выпущено факсимильное издание Архангельского Евангелия, выполненное методом трёхцветной цинкографии, впервые применённой для издания рукописей. Хранитель отдела рукописей Румянцевского музея Г. П. Георгиевский в брошюре, приложенной к факсимильному изданию, писал:

Первоначально планировалось издать Архангельское Евангелие фототипическим способом. Лишь весной 1912 года выяснилась возможность издать его так, чтобы в издании сохранились все особенности его теперешнего состояния и чтобы издание для палеографического изучения вполне заменило подлинник.

Работы по фотографированию рукописи производились в канцелярии музея. Их начали 19 мая, работы велись ежедневно в две смены с 6 утра до 10 часов вечера. Фотографирование завершили 10 июля, и 26 августа из типографии вышли первые экземпляры издания. Издание было выполнено при содействии министра народного просвещения Л. А. Кассо и князя Василия Голицына, директора Румянцевского музея.
Факсимильное издание воспроизводит цвет пергамена, чернил, красок, различия между шерстистой и мясной сторонами шкуры, из которой изготовили пергамен (при этом видны луковицы от шерстяного покрова, которые были растянуты при изготовлении материала), воспроизведены также шов на листе и дырочки, созданные насекомыми. Использованная для издания бумага приблизительно такая же по толщине, как пергамен подлинника (для этого после печати два листа склеивались вместе), и на ощупь напоминает его, хотя является более гладкой и ровной. При изготовлении переплёта факсимильного издания был в точности повторён оригинальный переплёт книги и сама технология переплёта XI века. Для воспроизведения внешнего вида доски переплёта оклеили бумагой, на которой воспроизвели внешний вид оригинального переплёта.
Несмотря на попытки максимально точно воспроизвести в факсимильном издании все особенности оригинала, Н. Н. Дурново в своей критической статье отмечает, что на отдельных листах затруднительно разобрать ряд слов, которые свободно читаются в подлиннике, а из-за особенностей цинкографии на ряде листов получились жёлтые или коричневые буквы с розовой или лиловой тенью вокруг них, что производит впечатление дешёвых хромолитографий и затрудняет прочтение.

### Научное издание 1997 года

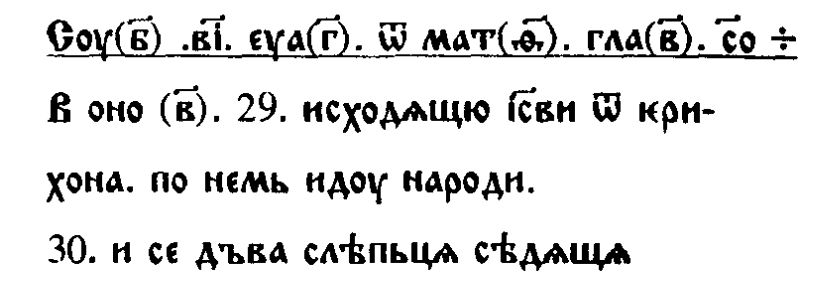
Оформление текста рукописи в научном издании (лист 40 об.)

В 1997 году Российская государственная библиотека при поддержке Российского гуманитарного научного фонда выпустила научное издание текста Архангельского Евангелия. Общее руководство изданием осуществляла доктор филологических наук Л. П. Жуковская. Вступление к изданному древнерусскому тексту сообщает:

Текст рукописи передаётся лист в лист, столбец в столбец, строка в строку, буква в букву, с делением на слова пробелами и соединением частей слова знаком переноса на концах строк.

Текст сопровождают подстрочные примечания по вопросам языка и письма рукописи. В квадратных скобках приводятся восстановленные в ультрафиолетовом свете утраченные фрагменты текста. К тексту приложен словоуказатель и указатель порядка следования глав и стихов Евангелия и назначение его чтений.

## Описание книги

### Общая характеристика

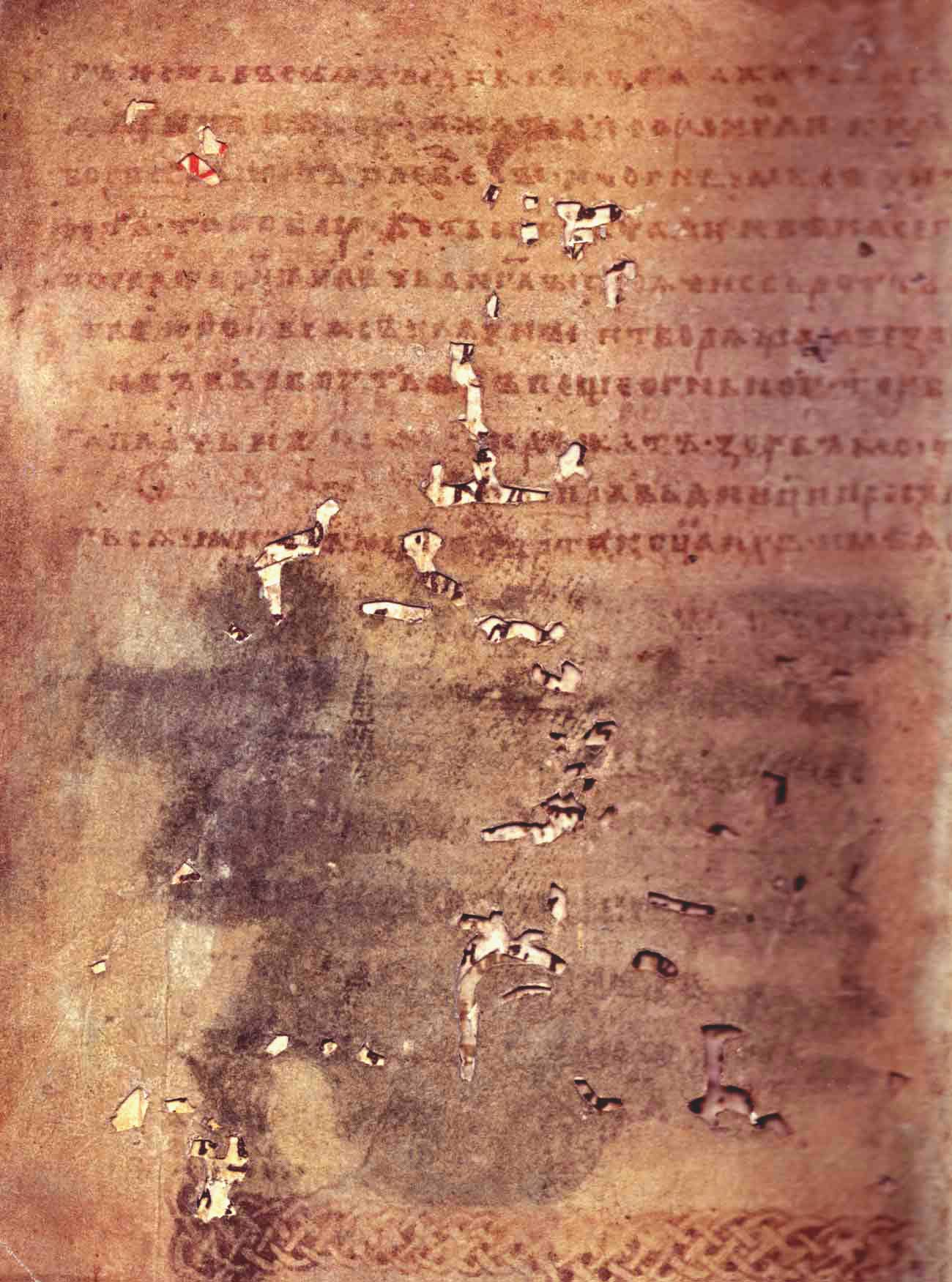
Следы червоточин, л. 178 об.

Рукопись содержит 178 листов, их формат неодинаков: от 20×16 см до 20,5×16,8 см. Верхние поля листов были обрезаны с повреждением нумерации тетрадей. Книга написана на пергамене из телячьих шкур. Качество материала специалисты оценивают как невысокое: грубая выделка кожи, очень экономный раскрой. 54 листа рукописи имеют различные дефекты: неровные поля, незашитые или незаклеенные дыры, подшитые части листов. Архангельское Евангелие находится в удовлетворительном состоянии (пергамен не загрязнён, отсутствуют следы влаги, но на ряде листов имеются следы червоточин). При этом отмечают, что на некоторых листах частично осыпались чернила и киноварь, что не мешает прочтению текста. Поскольку реставрация рукописи с момента её обнаружения не проводилась ни разу, то отмечают необходимость новой сшивки книжного блока и укрепления переплёта.
В рукописи утрачены шесть восьмилистных тетрадей (три в начале, две между листами 84 и 85, одна между листами 100 и 101) и пять отдельных листов — всего утрачено 53 листа. Отдельно к книжному блоку пришит последний лист рукописи с текстом-палимпсестом (предположительно XII век), написанным по старому смытому тексту.
Для удобства работы писцов пергамен был разлинован (это было выполнено с большим нажимом, о чём свидетельствуют прорезы пергамена на ряде листов). Разлиновка была выполнена по следующей схеме: 21 горизонтальная линия и 3 вертикальные. Со стороны внешних полей сохранились отверстия от проколов, возникшие при нанесении разлиновки. Рамка для написания текста, созданная в результате разлиновки, имеет неодинаковые размеры: по горизонтали 11 см, по вертикали от 14,2 до 15,1 см.
Основной текст рукописи выполнен двумя писцами (об особенностях их письма см. ниже). Считается, что работа между двумя писцами была распределена сознательно. Поскольку это «делалось, вероятно, для ускорения, то трудно предполагать возможность пользования общим оригиналом». Исходя из особенностей текста двух частей рукописи, исследователи делают вывод:
- первый писец копировал текст краткого Евангелия-апракос, который восходит к кирилло-мефодиевскому переводу Евангелия. Профессор Г. А. Воскресенский считает, что этот текст относится к древнейшим славянским переводам Евангелий и представляет собой так называемую югославскую редакцию, наиболее близкую к первоначальную переводу Кирилла и Мефодия[13]. Отмечают, что в этой части Архангельского Евангелия ряд чтений имеет порядок отличный от чтений Остромирова Евангелия, а также имеются вставки отсутствующие в Евангелии (например, дополнение чтения в неделю мясопустную)[5].
- второй писец копировал текст полного Евангелия-апракос, образец которого не сохранился, но судя по его тексту из Архангельского Евангелия, он имеет существенные различия по составу и последовательности евангельских чтений от Мстиславова Евангелия (написано до 1117 года), древнейшего из сохранившихся полных апракосов.

Отмечают, что первый писец довольно вольно обращался с текстом переписываемого им Евангелия (вводил в него восточноболгаризмы и русизмы), а второй, напротив, весьма точно копировал бывший у него оригинал рукописи. При этом в целом язык Архангельского Евангелия академик А. И. Соболевский относит к древне-киевскому говору, который в правописании не имеет ни новгородских, ни галицко-волынских особенностей. В. М. Русановский причисляет Архангельское Евангелие к памятникам украинского языка.
В месяцеслове, входящем в Архангельское Евангелие, присутствуют дни памяти святым, которых нет в Остромировом Евангелии (например, память Мефодия Моравского 6 апреля или святого Вячеслава 28 сентября), а также память ряда святых помещена под другими датами.

### Особенности письма
Работу по написанию текста выполнили два основных писца (согласно записи об окончании написания книги, их имена — Мичка и пресвитер Пётр), а также третий (Яким или Аким), написавший 175—177 листы (воскресные евангельские чтения) и четвёртый, имя которого неизвестно — лист 178 (евангельское чтение на день архангела Михаила). Почерк двух последних писцов относят к XIII—XIV векам и предполагают, что они писали по старому смытому тексту, восстанавливая его, но Н .Н. Дурново считает четвёртого писца современником первых двух и относит его работу к концу XI — началу XII веков. В конце написанного четвёртым писцом чтения на день архангела Михаила существовал некий текст, который на момент обнаружения Евангелия разобрать было затруднительно. Был применён химический способ восстановления текста, который его полностью уничтожил.
Рукопись написана деловым уставом, буквы имеют существенные отклонения от классического устава, которым написаны другие памятники того периода (например, Остромирово Евангелие, Изборник Святослава).
| Буква | Первый писец | Второй писец |
| ----- | --- | --- |
|       | Преимущественно имеет широкую округлую переднюю часть                                                                                                  | Имеет узкую переднюю часть |
|       | Короткий, сильно загнутый влево хвостик | Преимущественно соблюдено классическое написание буквы                                                                                |
|       | Загнутая верхняя часть | Загнуты обе части правой стороны буквы, причём нижняя часть — внутрь                                                                  |
|       | Петля у буквы «висит» на плечиках мачты | Преимущественно соблюдено классическое написание буквы, в ряде случаев правая мачта загнута внутрь                                    |
|       | Преимущественно соблюдено классическое написание буквы                                                                                                 | Преимущественно в виде петли, иногда с опущенными вниз верхними окончаниями                                                           |
|       | В равной степени использует как округлую, так и угловатую чашечку                                                                                      | Угловатая чашечка не отличается от первого писца, в вариантах написания с округлой чашечкой она более плоская или, напротив, глубокая |
|       | Использует четыре типа написания: в виде дужки, прямой линии с двумя чёрточками, в виде изогнутой фигурки с поперечной чёрточкой и в виде треугольника | Использует два типа написания: в виде изогнутой фигурки и угольничка                                                                  |

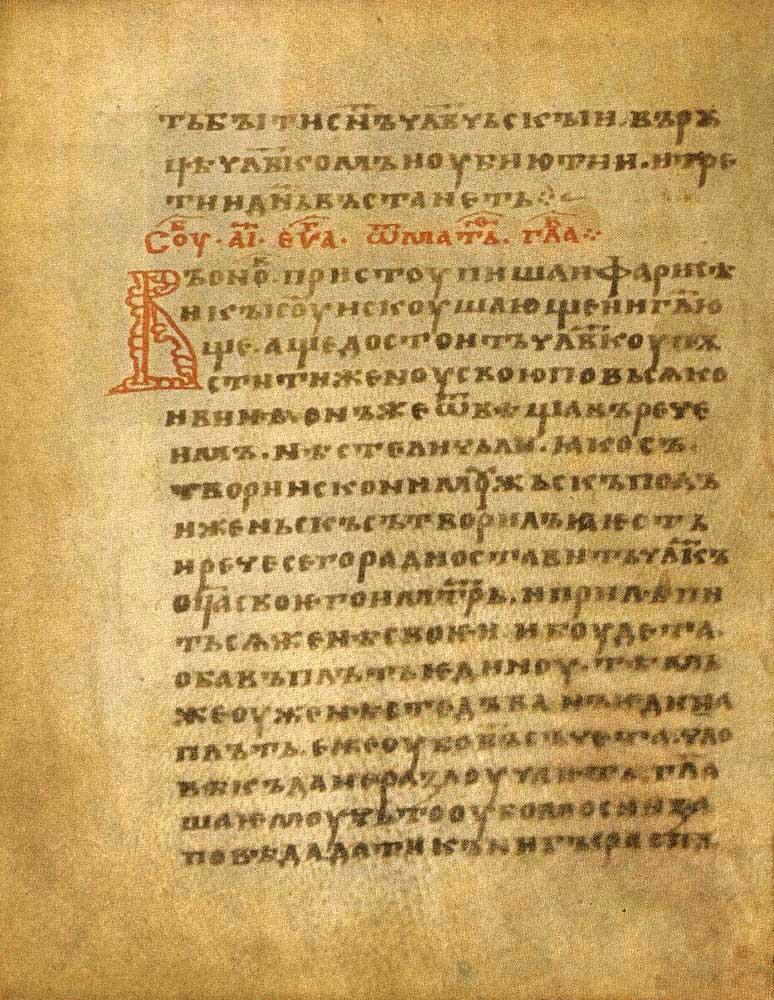
Почерк первого писца, л. 38 об.

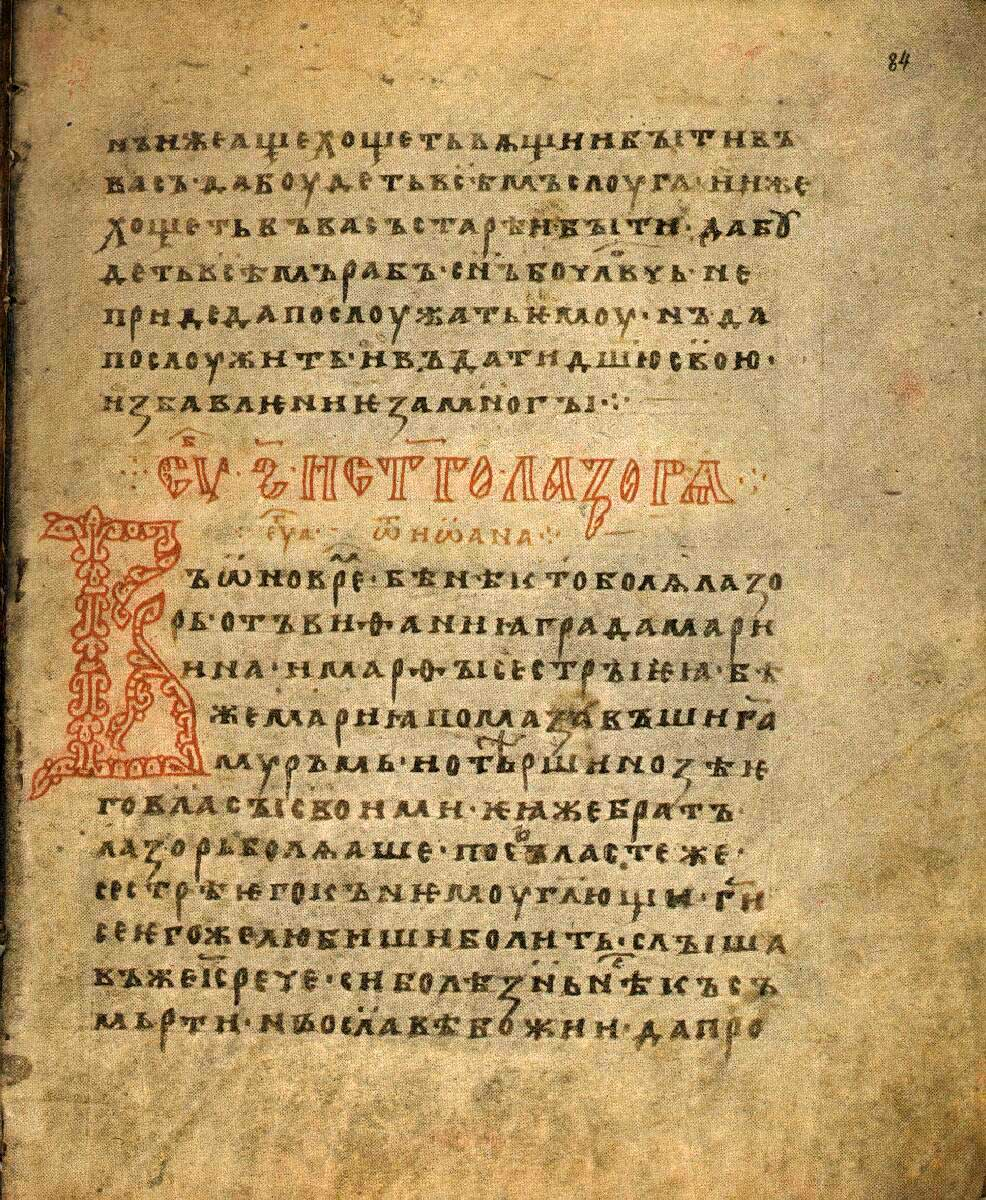
Почерк второго писца, л. 84

Кроме титл, первый писец не использует больше надстрочных знаков, а у второго писца присутствуют ещё двоеточие над омегой и разреженное двоеточие над сочетаниями ряда букв (например, над «сла» в слове «пославый» или над «нѣ» в слове «мнѣ»). Смысл этих надстрочных знаков специалистам остаётся неясным. Строчные знаки у писцов также различны: первый ставит в конце предложения комбинацию из нескольких точек в форме крестика или четырёхугольника, второй — строго четыре точки в форме крестика, а иногда двух-трёх подряд.
Почерк третьего писца (листы 175—177) также относится к типу делового устава и по своим характеристикам близок к каллиграфическому письму. Относительно почерка этого писца Н. Н. Дурново отмечает, что он вдвое крупнее предыдущих и по особенностям написания ряда букв может быть отнесён к концу XIII века. По его мнению, листы 175—176 дошли до нас подновлёнными так как чернила на них являются более яркими. При этом «старые начертания букв при таком подновлении несколько изменились, а некоторые буквы могли даже быть переправлены на другие».

### Оформление и переплёт

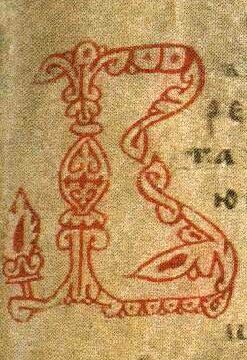
Инициал «В»

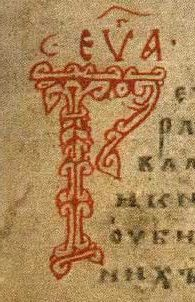
Инициал «Р»

Оформление рукописи не такое роскошное, как у близких к ней по времени создания Остромирова Евангелия или Изборника Святослава, но оно превосходит по качеству рукописные Служебные минеи 1095—1097 годов. По мнению специалистов, Архангельское Евангелие относится к числу «обычных, весьма скромных по своему облику массовых книг», но является при этом древнейшей из известных русских книг с развитой и совершенной системой орнаментированных инициалов.
Евангелие не имеет миниатюр, его украшает только одна заставка (перед месяцесловом после евангельских чтений). Она представляет собой интерпретацию старовизантийского орнамента с элементами плетёнки южнославянского типа. Заставка нарисована киноварью, а плетёнка выполнена чернилами.
В книге также есть несколько чернильных концовок и 177 киноварных инициалов, украшенных растительным и геометрическим орнаментом (стилизованные веточки, листья, цветы, жгуты, плетёнки и т. п.). Поскольку инициалы нарисованы в начале каждого евангельского чтения, то среди них доминируют буквы В и Р («Въ оно время…» и «Рече Г[оспод]ь…» — типичные начала евангельских чтений). Инициалы занимают в высоту 5—6 строк, и каждый из них имеет уникальное композиционное решение. По своему исполнению инициалы похожи на аналогичные произведения в Мстиславовом и Юрьевском Евангелиях.
От оригинального переплёта Архангельского Евангелия сохранились только две доски без оболочки (на внутренней стороне верхней доски сохранились остатки холстины), прикреплённые к книжному блоку ремешками. На них сохранились следы от гвоздей, которыми крепились украшения переплёта, а также следы от четырёх застёжек (две на вертикальной и по одной на горизонтальных сторонах досок). Изначально считалось, что переплёт является современным самой рукописи и отмечали низкий уровень мастерства переплётчика. Н. Н. Дурново в 1913 году писал, что «вряд ли можно говорить о современности переплёта и 1-му почерку: л. 1 очень выцвел; надо думать — до того, как рукопись была переплетена; но рукопись начиналась некогда не с этого листа». По его мнению переплёт не содержит никаких признаков по которым можно определить хотя бы примерное время его создания. По мнению С. А. Клепикова, переплёт не относится ко времени написания книги, а создан в XIV или начале XV века.